# Buggy Boy
Buggy Boy — appelé Speed Buggy aux États-Unis — est un jeu vidéo de course développé par la société japonaise Tatsumi, sorti en 1985 sur borne d'arcade. Le jeu est adapté en 1988 sur les ordinateurs Amiga, Amstrad CPC, Atari ST, Commodore 64 et ZX Spectrum.

## Système de jeu
Le joueur contrôle un buggy et doit réussir à compléter cinq circuits différents dans un temps imparti. Compléter une section du parcours ou passer à travers des portes colorées fait gagner du temps. Des tremplins, des tunnels, des ponts et d'autres obstacles viennent gêner la progression du joueur. Le buggy peut ramasser des drapeaux afin d'acquérir des points bonus et le joueur touche le jackpot si ces drapeaux sont récupérés dans l'ordre des couleurs donné. Le véhicule se contrôle au volant en salle d'arcade et avec le joystick ou le clavier sur ordinateurs. Un des modèles de borne d'arcade a la particularité d'incorporer trois écrans d'affichage qui se partagent l'environnement de jeu, à la manière de TX-1 (1984).

## Accueil
Le jeu est l'une des entrées de l'ouvrage Les 1001 jeux vidéo auxquels il faut avoir joué dans sa vie.

## La série
- 1985 - Buggy Boy